# Todhunter Ballard
Willis Todhunter Ballard, född 13 december 1903 i Cleveland, Ohio, USA, död 27 december 1980 i Mount Dora, Florida, USA, var en amerikansk författare av underhållningsromaner, framför allt western- och detektivromaner. Han skrev även under pseudonymer som Brian Agar, Hunter d’Allard, Sam Bowie, P.D. Ballard, Parker Bonner, Brian Fox, Harrison Hunt, John Hunter, Neil MacNeil, Clint Reno, John Shepherd och Clay Turner. Pseudonymerna Nick Carter och Jack Slade delade han med andra författare. Möjligen skrev han även som Hunter D'Allard, Tod Hunt och George Hunter.

## Biografi
Efter examen 1926 från Wilmington College, Wilmington, Ohio, började Ballard arbeta som ingenjör hos sin fars företag, F W Ballard Company.
Ballards första berättelse, Gambler's luck publicerades 1927 i Brief Stories. Efter ha varit anställd i två år lämnade han faderns företag och blev en produktiv författare i tidningar som Saturday Evening Post, Collier's, Argosy, McCall's, Esquire, och Liberty. Som W. T. Ballard skrevs mysterie- och detektivberättelser för amerikanska pulp-magasinen Black Mask (som utgavs 1920-1951), Brief Stories och Dime Mystery, men även westernberättelser i Popular Western och Ranch Romances.
1942 skrev Ballard sin första berättelse om Bill Lennox, Say yes to murder (Mördaren ändrar rollistan). Som författare till dessa böcker har såväl W. T. Ballard som John Shepherd angivits.
En berättelse i Esquire filmatiserades 1954 som västernfilmen The outcast (Farlig mark) i regi av William Witney och med John Derek och Joan Evans i huvudrollerna.
Ballard skrev på 1950- och 1960-talen även manuskript till film och TV-serierna Adventures of Wild Bill Hickok, Dick Tracy Cowboy G-men, Shotgun Slade, Bronco, Shannon och Death Valley Days .
Under pseudonymen Neil MacNeil skrev Ballard under sent 1950- och tidigt 1960-tal böcker om Tony Costaine och Bert McCall, som tidigare arbetat för FBI och OSS men nu var välbetalda privatdetektiver som löste affärsproblem.
Med Gold in California! belönades Ballard 1965 med en delad Spur Award för bästa historiska roman.
Efter att ha skrivit romanen Rafferty hade Ballard planerat att få den utgiven under pseudonymen Parker Bonner, men förlaget Tower Books ändrade titeln till Lassiter och gav 1967 ut den under pseudonym Jack Slade (boken skeulle senare återutges som Rimfire). Ballard skrev sedan ytterligare tre böcker om Lassiter men samtliga utgavs under andra titlar än vad som angavs i Ballard manuskript. Lassiter and the Wild Bunch blev Bandido, Lassiter and the river pirates blev The man from Yuma (och fick därmed samma titel som en bok Ballard tidigare skrivit under pseudonym John Hunter)(vissa källor hävdar dock att boken skrivits av Peter B. Germano) och Lassiter and the wild women blev The man from Cheyenne. När Ballard lämnades ett utkast till en femte bok om Lassiter föreslog förläggaren Harry Shorten från Tower Books (senare Belmont Books och Belmont Tower) att serien skulle förändras så att Lassiter skulle bli något av en anti-hjälte. Detta medförde att andra författare anlitades men att pseudonymen Jack Slade behölls när författare som Ben Haas, Peter B. Germano, Peter McCurtin, Tom Curry och John M. Flynn och så småningom åtskilliga tyska författare skrev ytterligare böcker. Serien om Lassiter skulle utvecklas till en genre som kan jämföras med "sexy western" och bli populär främst i Tyskland, där mer än 2 000 böcker om Lassiter utgivits av förlaget Bastei.
Under pseudonymerna Sam Bowie och Brian Fox omarbetade Ballard under 1960- och 1970-talen filmmanuskript till romaner.

### Som W. T. Ballard
- Say yes to murder 1942 (Mördaren ändrar rollistan, översättning P. Pyll, Centrum, 1946)
- Walk in fear 1952 (I dödshusets skugga, översättning Erwin Falking, Wennerberg, 1953, Jaguar 41)

### Som Todhunter Ballard
- West of Quarantine 1953 (Det kom en man till Texas, 1964, Pyramid 217)
- High iron 1953 (Silke-expressen, översättning Sonja Melinder, 1977, Pyramid 382)
- Rawhide gunman 1954 (Strid på två fronter, översättning Alf Risö, 1959, Pyramid 91)
- Trigger trail 1955 (Uppgörelsens timma, 1961, Pyramid 143)
- Gunman from Texas 1956 (Man mot man, översättning Ragnar Ahlstedt, 1957, Pyramid 47)
- Guns of the lawless 1956 (Lag och rätt, översättning Ragnar Ahlstedt, 1958, Pyramid 60)
- Trail town marshal 1957 (Skottet i natten, 1965, Pyramid 244)
- Trouble on the Massacre 1959 (Lika för lika, översättning Alf Risö, 1960, Pyramid 121)
- The night riders 1961 (Gruvstriden, 1967, Pyramid 266)
- Westward the monitors roar 1963 (Tidernas svindel, 1967, Prärie 78)
- Gold in Californa! 1965
- Superstition range 1967 (Dödens guld, 1968, Mustang 125)
- okänd originaltitel (Vägen tillbaka, 1968, Nyckelbok 668)

### Som Parker Bonner
- Applegate's gold 1967 (Applegates guld, 1970, Wild West 2)
- Look to your guns 1969 (Spar sista kulan!, 1970, Mustang 151)
- Borders to cross 1969 (I dödens spår, 1970, Sheriff 77)

### Som Sam Bowie
- Chisum 1970 (Chisum, 1972, Sheriff 89)

### Som Brian Fox om "Alias Smith & Jones"
- Dead ringer 1971 (Bankrånarna, 1974, Wild West 27)
- The outlwas trail 1973 (Guldstölden, 1973, Wild West 22)
- Dragooned 1976
- Cabin fever 1976 (Dubbelt spel, 1977, Wild West 45)
- Apache gold 1976 (Farlig jakt, 1977, Wild West 46)
- Trick shot 1976

### Som Brian Fox om "Mannen utan namn"
- A dollar to die for 1968 (En dollar att dö för, 1970, Sheriff 78)

### Som Brian Fox - övriga
- The wild bunch 1969 (Det vilda gänget, 1970, Wild West 1)
- Sabata 1970 (Sabata, 1971, Sheriff 87 och i annan översättning Sabata, 1976, Pyramid 375)
- Return of Sabata 1972 (Sabatas återkomst, 1974, Sheriff 103)

### Som John Hunter
- West justice 1954
- Badlands bucaneer 1959 (Guld och bly, 1964, Mustang 83)
- Ride the wind south 1957 (Rid med vinden!, 1962, Pyramid 185)
- Desperation Valley 1964 (Män utan nåd, 1966, Pyramid 254)
- Duke 1965 (Duke, 1965, Sheriff 20)
- The man from Yuma 1965 (Mannen från Yuma, 1970, Sheriff 75)
- The burning land 1973 (Det brinnande landet, översättning Erik Melinder, 1976, Pyramid 373)
- Gambler's gun 1973 (Sista skottet i Silver City, 1974, Mustang 181)
- The higraders 1974 (Dödens guld, 1975, Sheriff 113)

### Som Neil MacNeil om "Tony Costaine & Bert McCall"
- Death takes an option 1958 (Döden kräver ensamrätt, 1959, Jaguar 158)
- Third on a seesaw 1959
- Two guns for hire 1959
- Hot dam 1960
- The death ride 1960
- Mexican slay ride 1962
- The spy catchers 1966
- okänd originaltitel (Döden direkt, 1960, Jaguar 176)
- okänd originaltitel (För många mord, 1963, Jaguar 228)

### Som Jack Slade
- Lassiter 1967 (Lassiter - hämnaren, Nyckelbok 676)
- Bandido 1968 (Hårda bud, 1970, Mustang 149)
- The man from Yuma 1968 (Fräna tag, 1970, Mustang 152)
- The man from Cheyenne 1968 (Enda chansen, 1970, Mustang 155)

## Namnet John Hunter använt av andra författare
Libris har antytt att Högt spel i Arizona, Saxon & Lindström, 1950) skulle ha skrivits av Todhunter Ballard under pseudonym John Hunter. Med tanke på det tidiga årtalet är det tveksamt om den verkligen skrevs av Todhunter Ballard eftersom denna pseudonym tycks ha introducerats några år senare. Pseudonymen användes även när Lektyr utgav veckotidningsromanerna En cowboy i Arizona 1948 och Kuppen i Arizona 1949. Troligen avser denna pseudonym någon svensk författare.
Det finns även en brittisk författare som heter John Hunter.